# Salomon Leonardus Verveer

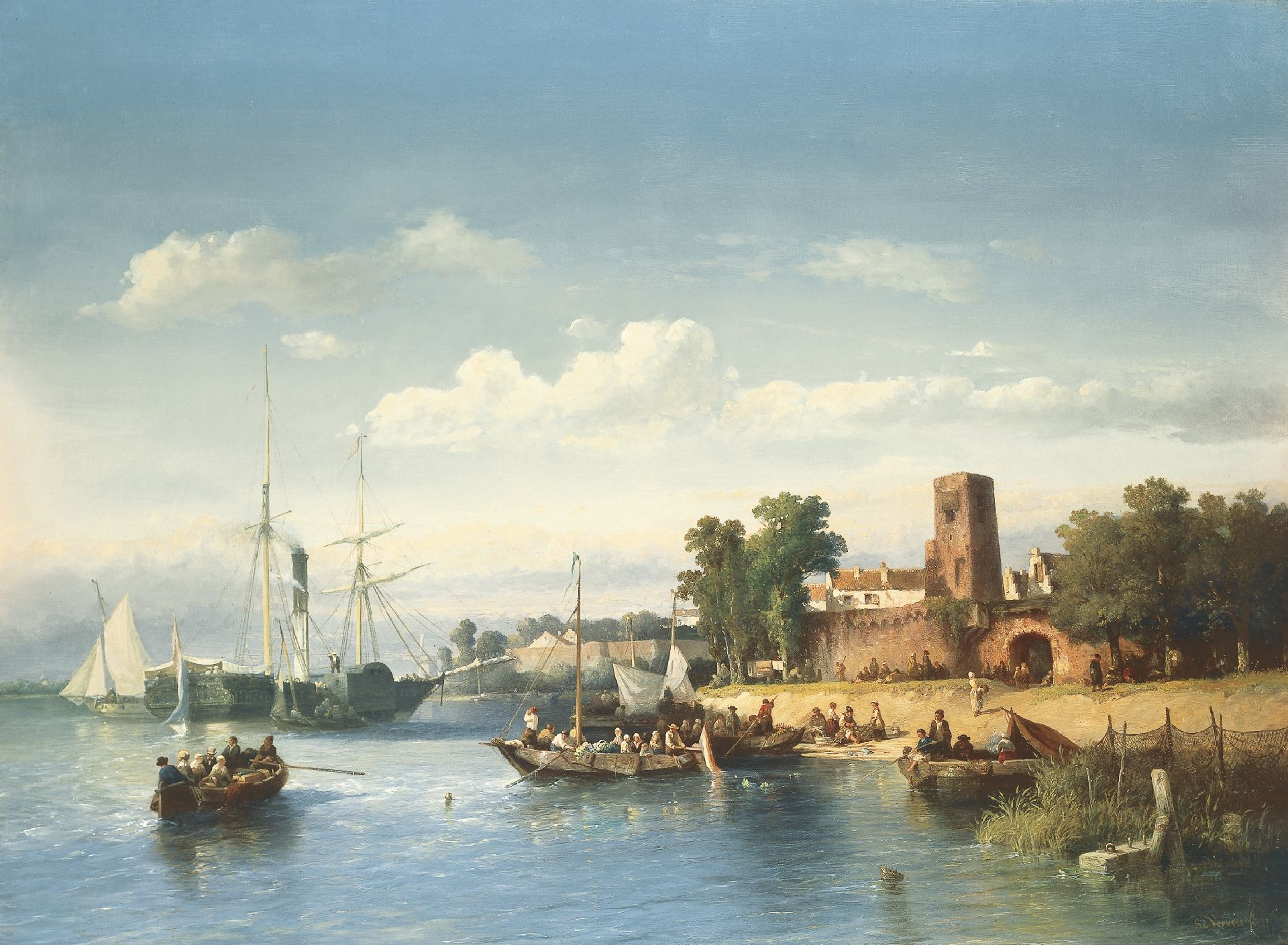
Seeansicht von Woudrichem mit Paddelboot und Fähre

Salomon Leonardus Verveer (* 30. November 1813 in Den Haag; † 5. Januar 1876 ebenda) war ein niederländischer Landschaftsmaler, Radierer und Lithograf.
Er studierte von 1839 bis 1843 an der Koninklijke Academie van Beeldende Kunsten in Den Haag unter der Leitung von Bartholomeus Johannes van Hove (1790–1880). Er arbeitete in Den Haag; reiste nach Deutschland (Rheinregion 1835) und nach Frankreich (Paris und Normandie 1837).
Er malte und aquarellierte Stadt-, Dorf- und Hafenblicke und machte auch einige Radierungen und Lithographien. Er wurde 1845 Mitglied der Koninklijke Akademie van Beeldende Kunsten (Amsterdam) Amsterdam. Er war Mitglied von „Pulchri Studio“ in Den Haag.
Zu seinen Schülern gehörten Joseph Bles, Joseph Hartogensis Bzn, Theodorus Bernardus Reygers, Jan Gerard Smits, L. Verveer und Johan Hendrik Weissenbruch.
Arbeitete mit seinem Bruder Maurits Verveer zusammen.
Von 1832 bis 1876 nahm er an Ausstellungen in Amsterdam, Groningen, Rotterdam und Den Haag teil.
Er wurde 1851 mit dem Leopoldsorden (Belgien), 1863 mit dem Orden vom Niederländischen Löwen und 1874 mit dem Orden der Eichenkrone ausgezeichnet.